# Cognac (gemeente)
Cognac is een Franse gemeente in het département Charente, waar het een onderprefectuur van is.  De gemeente telde 18.466 inwoners op 1 januari 2022.
De drank Cognac is naar deze stad genoemd en mag enkel in de streek rond de stad gedestilleerd worden. 
Door de stad stroomt de rivier de Charente. Aan deze rivier ligt het grote kasteel (12e-15e eeuw) waar koning Frans I geboren is.

## Geschiedenis
De vroege geschiedenis van de stad is verbonden met de zouthandel. In de 10e eeuw werd er in Cognac een haven gebouwd op de Charente. Hier werd het zout gelost dat van de kust via de Charente was verscheept. Er werd een kasteel gebouwd dat in de 12e eeuw werd vernield maar in de 15e eeuw weer werd opgebouwd. In 1031 werd de benedictijner abdij Saint-Léger gesticht in Cognac. Tussen de 11e en de 13e eeuw ontstonden drie stadswijken langs de rivier: Port Saunier (zouthaven), Quartier du château (wijk van het kasteel) en Quartier Saint-Léger. In de 13e eeuw werden deze wijken beschermd met een stadsmuur. De Honderdjarige Oorlog bracht ellende voor Cognac toen de stad beurtelings werd ingenomen door Engelsen en Fransen.
Aan het einde van de 15e eeuw werd de nieuwe haven Porte Saint-Jacques gebouwd. Aan de zouthandel kwam een einde maar in de plaats kwam dankzij koninklijke privilegies de wijnhandel, die zorgde voor een nieuwe bloei. Het kasteel van Cognac behoorde toe aan het huis Valois en de toekomstige koning Frans I werd hier geboren. De stad werd een centrum van de renaissance maar later ook van het protestantisme. In 1570 werd Cognac een place de sûreté voor de hugenoten. In de 17e en 18e eeuw kwamen er in het kader van de contrareformatie verschillende kloosters in de stad. De stad werd bekend door haar sterkedrank. Deze handel leidde in de 19e eeuw tot een sterke groei van Cognac. De stad werd zes maal groter in oppervlakte en de bevolking groeide op 70 jaar van 3.000 tot 18.000.
In de jaren 1960 volgde een nieuwe stadsuitbreiding met de nieuwbouwwijken Crouin, La Chaudronne en l’Hôpital.

## Geografie
De oppervlakte van Cognac bedroeg op 1 januari 2022 15,5 vierkante kilometer; de bevolkingsdichtheid was toen 1.191,4 inwoners per km².
De Charente stroomt door de stad. Ten westen van het centrum vloeit de Antenne in de Charente.
De onderstaande kaart toont de ligging van Cognac met de belangrijkste infrastructuur en aangrenzende gemeenten.

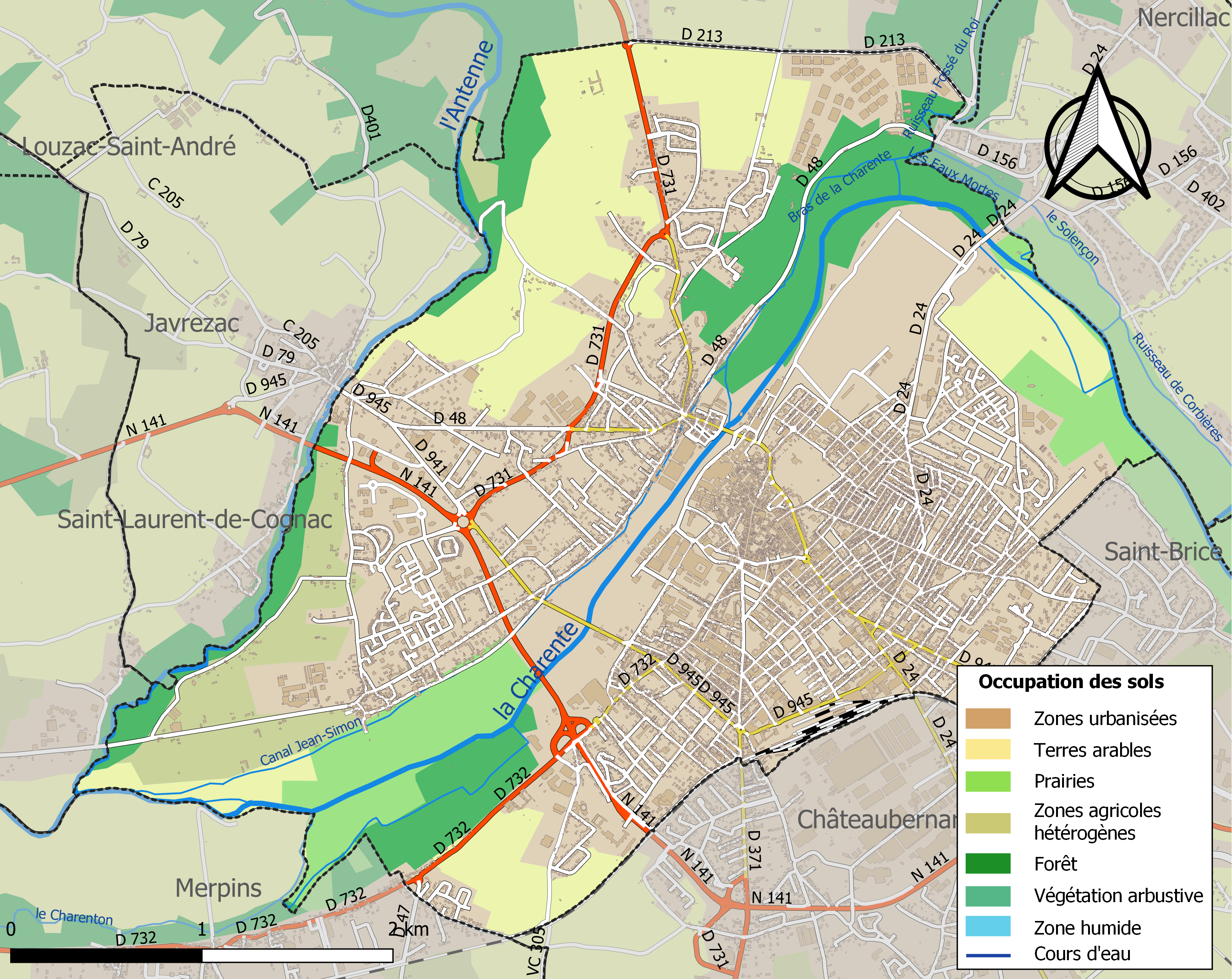

De stad is verbonden met het Franse spoorwegnet via het station Cognac.

## Demografie
Onderstaande figuur toont het verloop van het inwonertal (bron: INSEE-tellingen).

## Geboren in Cognac
- Frans I (1494-1547), koning van Frankrijk 1515-1547
- Paul-Émile Lecoq de Boisbaudran (1838-1912), anorganisch scheikundige
- Louis Delage (1873-1947), autofabrikant (Delage)
- Jean Monnet (1888-1979), zakenman en politicus
- Lloyd Mondory (1982),  wielrenner
- Christophe Jallet (1983), voetballer